# Sthenelanella peterseni
Sthenelanella peterseni är en ringmaskart som beskrevs av Lana 1991. Sthenelanella peterseni ingår i släktet Sthenelanella och familjen Sigalionidae. Inga underarter finns listade i Catalogue of Life.